# Germaine Martinelli
Germaine Martinelli   (9è districte de París, 30 de setembre de 1887 - París, 8 d'abril de 1964) va ser una soprano francesa de destacada actuació en concerts i recitals Va ser contemporània de Lotte Lehmann, Frida Leider, Ninon Vallin, Germaine Lubin, Marie Delna, Yvonne Gall i Fanny Heldy.

## Biografia
Filla del conegut doctor Jean Baptiste Jobert i Marie Justine Tabaran, va portar el primer el nom Germaine Tabaran sent reconeguda pel seu pare a 1891 qui la portava a concerts des de petita. La seva primerenca afició pel cant va permetre que debutés als 13 anys a la Sala Pleyel com Germaine Jobert. Va començar com a mezzosoprano fins a esdevenir soprano dramàtica, estudiant amb Jean Lassalle (baríton), creador del personatge El rei de Lahore de Jules Massenet i després amb Albert Petit, eminent representant del mètode Manuel García, pare de Maria Malibrán.
Com a solista en sales de concert amb orquestra va ser dirigida per Eugène Ysaÿe, Ernest Ansermet, Pau Casals, Henri Tomasi i altres, cantant freqüentment amb Georges Thill, Charles Panzéra, Roger Bourdin i André Pernet.
Amb un ampli repertori francès i alemany, que cantava en francès, es va retirar el 1941. La hi recorda com Isolda, Elsa, Charlotte, Maria Magdalena de Massenet i especialment la Margarida de la La Damnation de Faust de Berlioz en 1936.
La seva carrera va abastar des de 1919 a 1941 quan va decidir retirar-se. Va ensenyar al Conservatori de París des de 1941 fins 1963. Entre les seves alumnes tingué la que més tard seria una supervivent del Holocaust na Fania Fénelon.
El 1908, s'havia casat amb Charles Martinet, actor conegut com Charles Martinelli (1882-1954) sent el seu fill el famós actor de la Comédie-Française, Jean Martinelli (1909-1983).
Va ser condecorada amb la Legió d'Honor en 1938 i està enterrada al cementiri de Père-Lachaise.

## Llegat discográfic
Segell Polydor
- Aïda (Verdi): Vers Nous Reviens Vainqueur 566.112
- La Damnation de Faust (Berlioz): Autrefois 1 roi de Thulé 566.040
- La Damnation de Faust (Berlioz): D'amour, l'Ardente flamme Polydor 566.040
- Marie-Magdeleine (Massenet): C'est ici même, à cette place 566.100
- Otello (Verdi): Ave Maria 566.112
- Salammbô (Reyer): Air Des Colombes 566.056
- Werther (Massenet): Air des Larmes 561.065

Segell Columbia'
- Lohengrin (Wagner): Ah! si de tol j'étais més digni amb Thill CLX 1930-1
- La Walkyrie (Wagner): Siegmund suis-je with Till LFX 220
- Lohengrin (Wagner): Grand Dieu! Crainte soudaine! amb Till CLX 1931-1
- Els mestres cantaires de Nuremberg (Wagner): Oui, c'est vous! amb Thill LFX 373